# やなわらばーのボンジュールがんじゅー?
やなわらばーのボンジュールがんじゅー?は、2007年4月から2007年11月4日までKBCラジオで放送していた夜の番組である。
パーソナリティは、やなわらばー。

## 放送時間

### 現在の放送時間
- 日曜日：21:00～21:30(JST)（2007年10月～2007年11月）

### 過去の放送時間
- 日曜日：21:00～21:15(JST)（2007年4月～2007年9月）

## 番組内容
やなわらばーの2人によるフリートークが基本構成の番組で、リスナーからのお便りや自らの持ち歌をかけて進行する番組。